# Tütebelle
Tütebelle (auch Tüttebelle) ist als ein Teil der ehemals selbstständigen Gemeinde Ihmert seit dem 1. Januar 1975 ein Ortsteil der Stadt Hemer in Nordrhein-Westfalen. Die Ansiedlung liegt östlich von Diekgraben und Stemmessiepen entlang der L 683 zwischen dem nördlichen Ihmert und Elfenfohren im Südosten.
Die erste Erwähnung Tütebelles als Ortsteil im Sterberegister geht auf das Jahr 1833 zurück. Bis 1885 wuchs die Bevölkerung der Siedlung auf zehn Bewohner. Inzwischen ist Tütebelle industriell geprägt und unter anderem Firmensitz eines Beleuchtungsherstellers und Produktionssitz eines Herstellers von Drahtmaschinen.